# Watinoceras
Watinoceras (лат.) — вымерший род аммонитов из семейства Acanthoceratidae, обитавших в раннем туронском веке позднего мелового периода.

## Описание
Начальные обороты раковины сжатые, мелкоребристые, с внутренними и наружными вентролатеральными и сифональными бугорками, как у Neocardioceras, но сифонный ряд вскоре исчезает. Далее вентерная часть может быть вогнутой между рядами вентролатеральных булавковидными бугорками или округлой с рёбрами, переходящими в шевроны. Орнамент обычно становится грубее с возрастом. Различие между Neocardioceras, Watinoceras и Mammites дало начало новым родам в подсемействе Acanthoceratinae. В старых классификациях Watinoceras включается в подсемейство Mammitinae.
В состав рода входят W. coloradoense, W. reesidei и W. thompsonense и другие виды.

## Биостратиграфическое значение
Вид Watinoceras devonense появляется в туронском ярусе мелового периода.

## Распространение
Окаменелости рода включают:
- Понта-дас-Салинас, Ангола
- Формация Котингуиба[англ.], Бразилия
- Формация Мунго-Ривер[англ.], Камерун
- Формация Блэкстоун[англ.], Альберта, Канада
- Сланцы Секонд-Уайт-Спеклд и формация Каскапу, Британская Колумбия
- Долина реки Мак-Кензи, Тихоокеанский Северо-Запад
- Эль-Колегио[англ.] и Ягуара[англ.], Колумбия
- Формация Brießnitz, Германия
- Формации Агуа-Нуэва[англ.] и Индидура[англ.], Мексика
- Формация Эзе-Аку, Нигерия
- Драа-эль-Миаад, Тунис
- Сланцы Манкос[англ.], Аризона и Нью-Мексико
- Формация Гринхорн[англ.], Колорадо и Миннесота
- Группа Колорадо[англ.], Колорадо и Нью-Мексико
- Формация Ла-Луна, Венесуэла